# Liste von 2D-Animationssoftware
Dies ist eine unvollständige Liste von 2D-Animationssoftware.

## 2D-Animationen
| Name                       | Entwickler             | Lizenz     | Betriebssystem(e)     |
| -------------------------- | ---------------------- | ---------- | --------------------- |
| Blender Grease Pencil      | Blender Foundation     | GPL        | Windows, macOS, Linux |
| GIMP                       | GNOME Foundation       | GPL        | Windows, macOS, Linux |
| Krita                      | Krita Foundation & KDE | GPL        | Windows, macOS, Linux |
| Synfig Studio              | Robert Quattlebaum     | GPL        | Windows, macOS, Linux |
| Pivot Stickfigure Animator | Peter Bone             | Freeware   | Windows               |
| Adobe After Effects        | Adobe Inc.             | Trialware  | Windows, macOS        |
| Adobe Animate              | Adobe Inc.             | Trialware  | Windows, macOS        |
| Adobe Flash                | Adobe Inc.             | Trialware  | Windows, macOS        |
| Nuke                       | The Foundry            | Proprietär | Windows, macOS, Linux |